# Fysing Å
Fysing Å (dansk) eller Füsinger Au (tysk) er et mindre vandløb i det sydlige Angel i Sydslesvig i den nordtyske delstat Slesvig-Holsten. Åen dannes ved sammenløb af Oksbæk og Vedelbæk ved Bredbølskov. Herfra løber åen mod syd mod Slien og passerer landsbyerne Boholt, Løjt (Loit), Skolderup (Scholderup), Torsted (Taarstedt) og Broholm Skov, inden den munder ud i Sliens Lille Bredning ved Vindingmade i Fysing. Syd for sammenløbet af Oksbæk og Vedelbæk findes med Borreskjær (Borreskier) et større vadområde. Åen krydses af forbundsvejen B 201, i Broholm Skov ved Skolderup kan åen krydses via en cykel- og fodgængerbro.
På en del af strækningen danner den også grænsen mellem kommunerne Tved i vest og Sønderbrarup, Løjt og Torsted i øst. Ved åens munding befandt sig i vikingetiden en større vikingeby. Det antages, at åen var transportvejen fra Slien ind til Angel.  En del af åen er et Natura 2000-område.
Åen kaldes også for Løjt Å (Loiter Au) efter landsbyen Løjt og Skolderup Å efter landsbyen Skolderup. Fysing Å er første gang dokumenteret 1479 .